# ماركينيوس كاروارو
ماركينيوس كاروارو (بالبرتغالية: Marquinhos Caruaru‏) هو لاعب كرة قدم برازيلي في مركز ظهير ‏، ولد في 4 نوفمبر 1977 في كاروارو في البرازيل. لعب مع أتلتيكو باراناينسي وأتلتيكو مينيرو والنادي الرياضي المركزي ونادي بالميراس ونادي بونتي بريتا ونادي سانتا كلارا ونادي سيارا ونادي غوياس ونادي فورتاليزا.